# Nationalliga A (1981/1982)
Nationalliga A (1981/1982) – 85. edycja najwyższej piłkarskiej klasy rozgrywkowej w  Szwajcarii. W rozgrywkach wzięło udział szesnaście drużyn. Przed sezonem liga została zwiększona z 14 drużyn. Mistrzowski tytuł wywalczyła drużyna Grasshopper Club Zurych. Królem strzelców ligi został Claudio Sulser z Grasshopper Club Zurych, który zdobył 22 gole.

## Drużyny
| Uczestnicy poprzedniej edycji                                                                                 | Uczestnicy poprzedniej edycji | Uczestnicy poprzedniej edycji | Uczestnicy poprzedniej edycji |
| --- | ----------------------------- | ----------------------------- | ----------------------------- |
| ZUR | FC Zürich                     | 1                             |                               |
| GRA | Grasshopper Club Zurych       | 2                             |                               |
| NEU | Neuchâtel Xamax               | 3                             |                               |
| YBO | BSC Young Boys                | 4                             |                               |
| LAU | FC Lausanne-Sport             | 5                             |                               |
| BAS | FC Basel                      | 6                             |                               |
| SER | Servette FC                   | 7                             |                               |
| SIO | FC Sion                       | 8                             |                               |
| LUZ | FC Luzern                     | 9                             |                               |
| GAL | FC Sankt Gallen               | 10                            |                               |
| NSB | Nordstern Basel               | 11                            |                               |
| BEL | AC Bellinzona                 | 12                            |                               |
| CHI | FC Chiasso                    | 13                            |                               |
| Awans z Nationalligi B (1980/1981)                                                                            |                               |                               |                               |
| VEV | Vevey Sports                  | 1                             |                               |
| AAR | FC Aarau                      | 2                             |                               |
| BUL | FC Bulle                      | 3                             |                               |
| Oznaczenia: - kolumna pierwsza – skróty nazw drużyn, - kolumna trzecia – miejsce zajęte w poprzednim sezonie. |                               |                               |                               |

Po poprzednim sezonie spadł: CS Chênois.

## Rozgrywki

### Tabela
| Lp. | Drużyna                 | M  | Z  | R  | P  | Bramki | Bramki | Różn. | Pkt | Uwagi                                   |
| --- | ----------------------- | -- | -- | -- | -- | ------ | ------ | ----- | --- | --------------------------------------- |
| 1   | Grasshopper Club Zurych | 30 | 21 | 7  | 2  | 72     | 24     | +48   | 49  | Puchar Europy • I runda                 |
| 2   | Servette FC             | 30 | 20 | 6  | 4  | 76     | 32     | +44   | 46  | Puchar UEFA • 1/32 finału               |
| 3   | FC Zürich               | 30 | 18 | 10 | 2  | 62     | 25     | +37   | 46  | Puchar UEFA • 1/32 finału               |
| 4   | Neuchâtel Xamax         | 30 | 18 | 9  | 3  | 67     | 30     | +37   | 45  |                                         |
| 5   | BSC Young Boys          | 30 | 15 | 9  | 6  | 52     | 40     | +12   | 39  |                                         |
| 6   | FC Sion                 | 30 | 12 | 7  | 11 | 51     | 46     | +5    | 31  | Puchar Zdobywców Pucharów • 1/32 finału |
| 7   | FC Aarau                | 30 | 10 | 8  | 12 | 51     | 55     | −4    | 28  |                                         |
| 8   | FC Basel                | 30 | 11 | 6  | 13 | 47     | 51     | −4    | 28  |                                         |
| 9   | FC Luzern               | 30 | 10 | 7  | 13 | 54     | 59     | −5    | 27  |                                         |
| 10  | FC Sankt Gallen         | 30 | 10 | 5  | 15 | 40     | 45     | −5    | 25  |                                         |
| 11  | Vevey Sports            | 30 | 6  | 11 | 13 | 44     | 57     | −13   | 23  |                                         |
| 12  | AC Bellinzona           | 30 | 7  | 7  | 16 | 34     | 66     | −32   | 21  |                                         |
| 13  | FC Lausanne-Sport       | 30 | 6  | 8  | 16 | 39     | 52     | −13   | 20  |                                         |
| 14  | FC Bulle                | 30 | 5  | 9  | 16 | 29     | 58     | −29   | 19  |                                         |
| 15  | Nordstern Basel (S)     | 30 | 6  | 5  | 19 | 29     | 69     | −40   | 17  | Spadek do Nationalliga B                |
| 16  | FC Winterthur (S)       | 30 | 4  | 8  | 18 | 25     | 63     | −38   | 16  | Spadek do Nationalliga B                |

## Najlepsi strzelcy
22 bramki
- Claudio Sulser (Grasshopper Club Zurych)

16 bramek
- Marc Schnyder (Servette FC)

15 bramek
- Jean-Paul Brigger (FC Sion)
- Lucien Favre (Servette FC)
- Angelo Elia (Servette FC)

14 bramek
- Walter Seiler (FC Zürich)
- Roger Hegi (FC Aarau)

13 bramek
- Ottmar Hitzfeld (FC Luzern)